# Шаталин, Сергей Николаевич
Сергей Николаевич Шаталин (1912 — 1978) — советский хозяйственный, государственный и политический деятель.

## Биография
Родился в 1912 году в селе Чернево. 
Окончил Московский государственный педагогический институт (1936), ВПШ при ЦК ВКП(б) (1942).
Член КПСС с 1939 года.
С 1942 на партийной работе. С сентября 1947 секретарь, с февраля 1952 второй секретарь Калининского обкома КПСС.
Делегат XIX съезда КПСС.
С февраля 1954 заместитель министра государственного контроля РСФСР. С 1958 в министерстве культуры РСФСР.
В 1962—1971 директор Музея Л. Н. Толстого.
С 1972 на пенсии.
Умер в Москве в 1978 году. Похоронен на Кунцевском кладбище.
Брат — секретарь ЦК КПСС (в 1953—1955) Николай Николаевич Шаталин; сын — академик АН СССР Станислав Сергеевич Шаталин.